# Temple d'Isis de Bénévent
Pour les articles homonymes, voir Liste des temples d'Isis.
Le temple d'Isis est un temple aujourd'hui disparu situé à Bénévent, en Italie. Il avait été élevé à la déesse égyptienne Isis par l'empereur Domitien en 88-89.
Le nombre et la qualité des objets égyptiens provenant de ce sanctuaire en font un cas unique hors d'Égypte et plus encore dans le monde occidental.
Le temple d'Isis était un lieu de culte attesté à Bénévent à l'époque romaine : les inscriptions rapportées par deux obélisques égyptiens tardifs présents dans la ville nous informent qu'un édifice grandiose avait été érigé en l'honneur d'Isis par l'empereur Domitien entre 88 et 89 de notre ère,.
Hormis ces deux obélisques, une statue du dieu Apis (d'attribution incertaine), et quelques autres éléments emmurés dans l'architecture de la ville, les vestiges du temple ont été découverts en divers lieux et occasions à partir de la fin du XIXe siècle. Particulièrement importante fut la découverte en 1903, derrière l'ancien couvent de Sant'Agostino, d'une abondance de sculptures en partie romaines ou hellénistiques, mais surtout égyptiennes ou égyptianisantes,.
Les découvertes de Bénévent liées aux cultes égyptiens ont été rassemblées pour la première fois dans un catalogue en 1969 par l'égyptologue allemand Hans Wolfgang Müller. Il reconnut Bénévent comme le plus grand centre de découvertes égyptiennes hors d'Égypte, avec Rome, et élabora une première reconstitution de l'évolution du culte et du temple d'Isis au fil du temps au sein de la colonie de Bénévent. Ces hypothèses ont ensuite été révisées et enrichies par d'autres chercheurs.
Cependant, aucune fouille archéologique n'a pu déterminer l'emplacement du temple. Presque toutes les nombreuses trouvailles sont conservées au musée du Samnium de Bénévent, dans une section spéciale détachée du musée d'Art contemporain du Samnium.

## Important mobilier égyptien
L'inventaire des trouvailles faites en 1903 sous la partie septentrionale de la muraille est tout à fait impressionnant :
- une paire d'obélisques de granite d'Égypte avec inscriptions hiéroglyphiques, l'un exposé sur la piazza Papiniano, l'autre réduit à un fragment scellé dans le mur du palais épiscopal[6] ;
- vingt-et-une sculptures dont la matière et le style attestent l'origine égyptienne ;
- quatre statues égyptiennes de matière et de style égypto-hellénistique ;
- trois fragments de bas-relief de marbre avec des figures de pur style égyptien ;
- quatre œuvres de marbre de style hellinistico-romain : un fragment d'une statuette d'Isis sur un trône, conservé dans une collection privée de la ville, et trois sphinx conservés au Musée Barracco de Rome, dont deux de la première époque ptolémaïque et un d'époque tardive.

La plupart de ces objets sont conservés au musée du Samnium de Bénévent.

## Deux obélisques

### Obélisque de la place Papiniano

L'obélisque de la piazza Papiniano

L'obélisque de granite rouge de Syène visible au milieu de la petite place Papiniano, qui se dressait sur la place de la cathédrale depuis 1597, fut placé sur son site actuel en 1872.
Il est constitué de quatre segments réassemblés sans lacune importante : seules manquent de petites parties de la base et du pyramidion. Les quatre faces sont couvertes d'hiéroglyphes où l'on discerne le cartouche de Domitien et le nom du fondateur du temple, un certain Lucilius Lupus. Cet obélisque mesure environ trois mètres de haut et pèse environ deux tonnes et demi.
L'information sur le plus connu des deux obélisques commence en 1597, durant le pontificat du pape Clément VIII et de l'évêché de Massimiliano Palombara : cette année-là, il fut placé devant la cathédrale de Bénévent, couronné d'une boule de bronze avec une croix, et dédié à la Vierge. Supprimé en 1867 à l'occasion de l'agrandissement du Corso Garibaldi, il fut repositionné en 1872 sur la petite place Emilio Papiniano, où il se trouve encore aujourd'hui, installé sur un piédestal portant une inscription en latin et en grec.
En 1892, un autre fragment d'obélisque a été trouvé dans les jardins du palais Simone : l'archéologue Almerico Meomartini l'a reconnu comme la partie supérieure du monument de la piazza Papiniano, dont les inscriptions étaient incomplètes,,. Müller donne 1869 comme l'année du retrait de l'obélisque de la place de la cathédrale, mais les sources qu'il cite ne rapportent pas cette datation.

### Second obélisque, incomplet

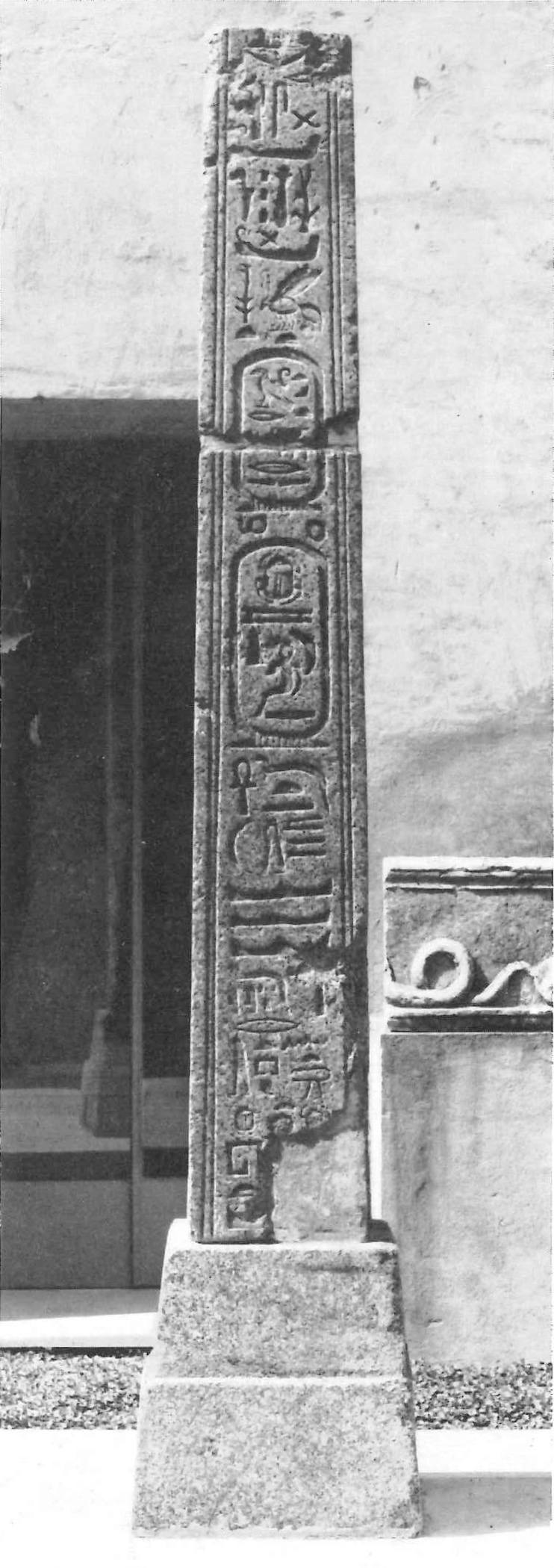
Le second obélisque, incomplet.

L'autre obélisque est identique au premier en termes de matériau, de forme et d'inscriptions, mais n'est conservé que sur environ les deux tiers de sa hauteur. Il resta longtemps dans la cour de l'archevêché et Meomartini le fit déplacer au musée du Samnium à la fin du XIXe siècle. Il est désormais exposé dans l'aile du musée dédiée au temple d'Isis, détaché du musée d'Art contemporain du Sannio. Selon le témoignage d'Enrico Isernia, historien de Bénévent, une autre partie de cet obélisque a été récupérée de l'effondrement de la basilique San Bartolomeo et murée dans le nouveau bâtiment.
Les obélisques sont en granite rouge et leur hauteur totale était d'un peu plus de trois mètres. Le corps principal des deux obélisques repose sur une base plus épaisse en forme de pyramide tronquée. Les inscriptions s'étendent sur les quatre faces des monuments.

### Fragment d'un troisième obélisque
Un fragment d'un autre petit obélisque tardif (IIe – IVe siècle), recouvert d'hiéroglyphes fantaisistes à des fins purement décoratives, a également été trouvé à Bénévent.

## Inventaire du mobilier

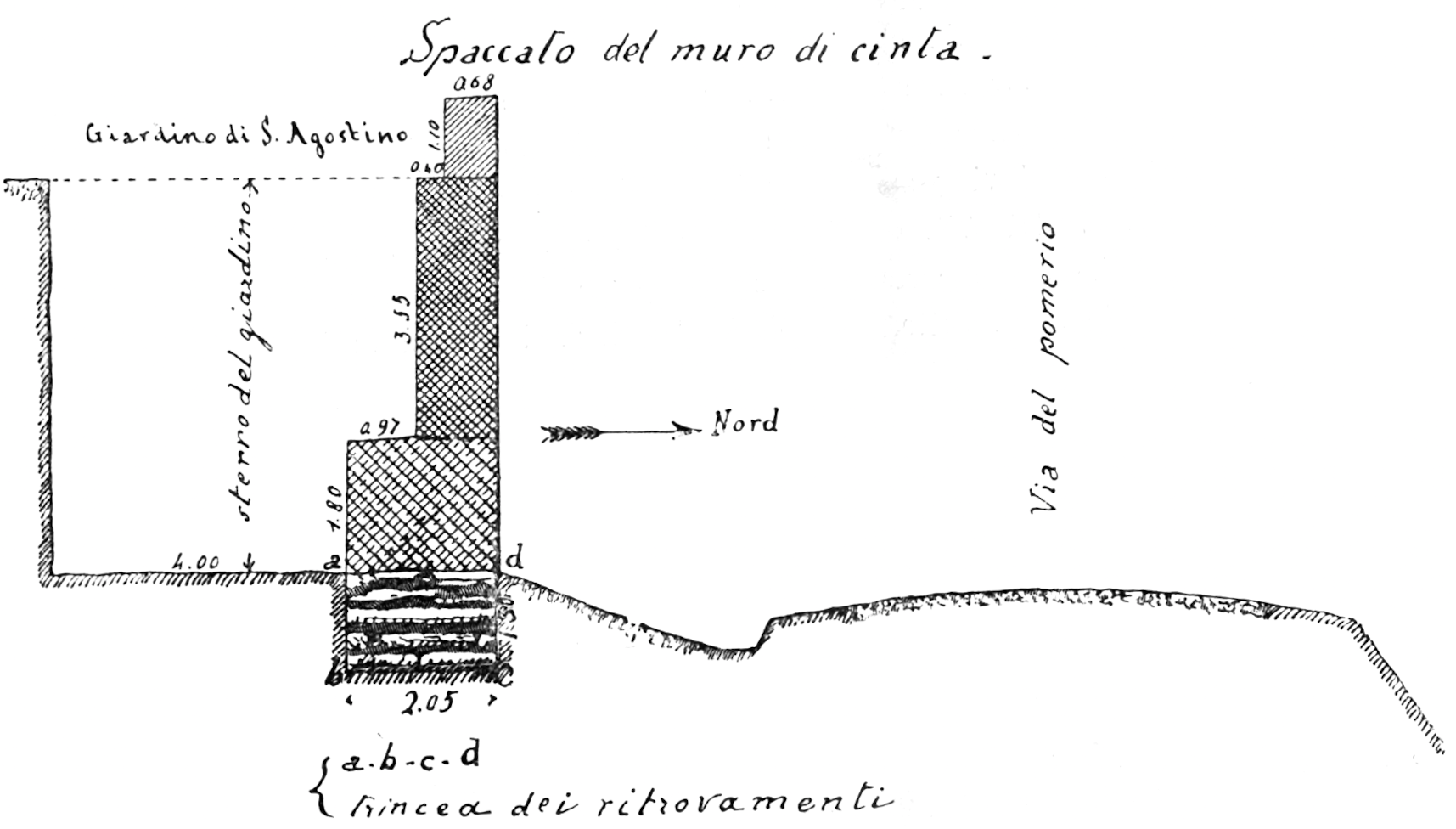
Coupe de la fouille à l'arrière du couvent de Sant'Agostino.

La découverte la plus remarquable de matériel pouvant se référer au culte d'Isis à Bénévent a eu lieu en 1903 : presque toutes les grandes sculptures connues aujourd'hui ont été découvertes dans les fondations retrouvées lors de la démolition d'un pan de mur lombard, derrière l'ancien couvent de Sant'Agostino. D'autres endroits dans la partie nord-est du centre historique ont livré des découvertes, en particulier la zone de l'abbaye Sainte-Sophie de Bénévent. En dehors de cela, une certaine concentration de matériaux (les obélisques et d'autres plus petits) a été trouvée entre la cathédrale et la Piazza Cardinal Pacca.

### Objets d'inspiration gréco-hellénistique
Müller attribue quelques statues de facture hellénistique, ou du moins d'inspiration, à un sanctuaire d'Isis Pelagia existant déjà avant Domitien :
Isis sur la nef (marbre de Paros, Ier siècle av. J.-C.).

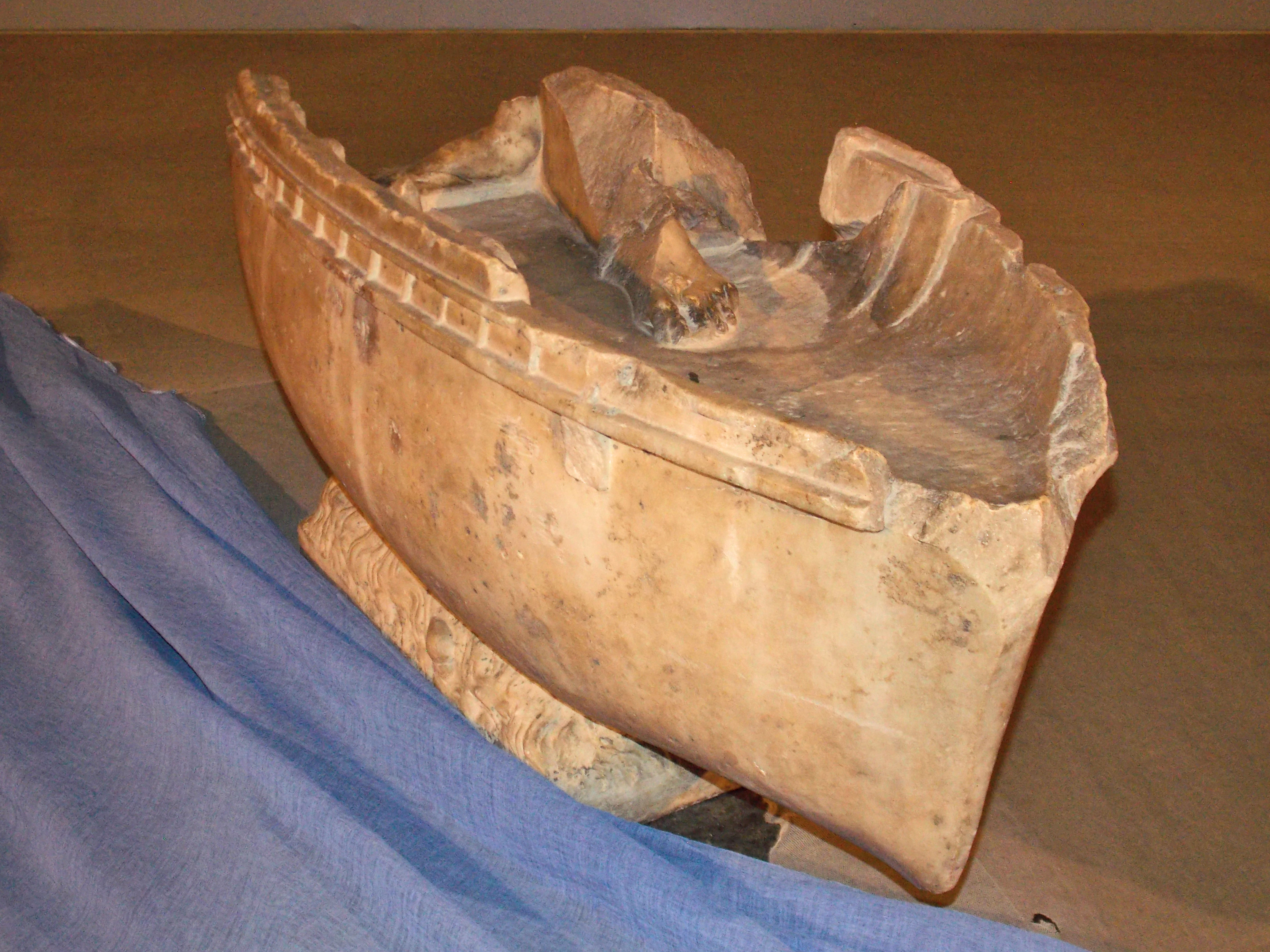
Fragment de la statue d'Isis Pelagia.

Il ne reste qu'un fragment substantiel de la coque, sur lequel se trouvent les pieds d'une figure féminine. La base de la coque est décorée d'un motif de vagues ; la coque est bien finie d'un seul côté. Les pieds sont de très bonne facture, chaussés de sandales entre les lacets desquelles se trouve un décor de feuilles. Le personnage, qui serait Isis, aurait soutenu la voile du navire, en métal. L'œuvre pourrait provenir de Délos, où l'on trouve un bas-relief avec une figure similaire,.
Taureau Apis (marbre, Ier siècle av. J.-C.).

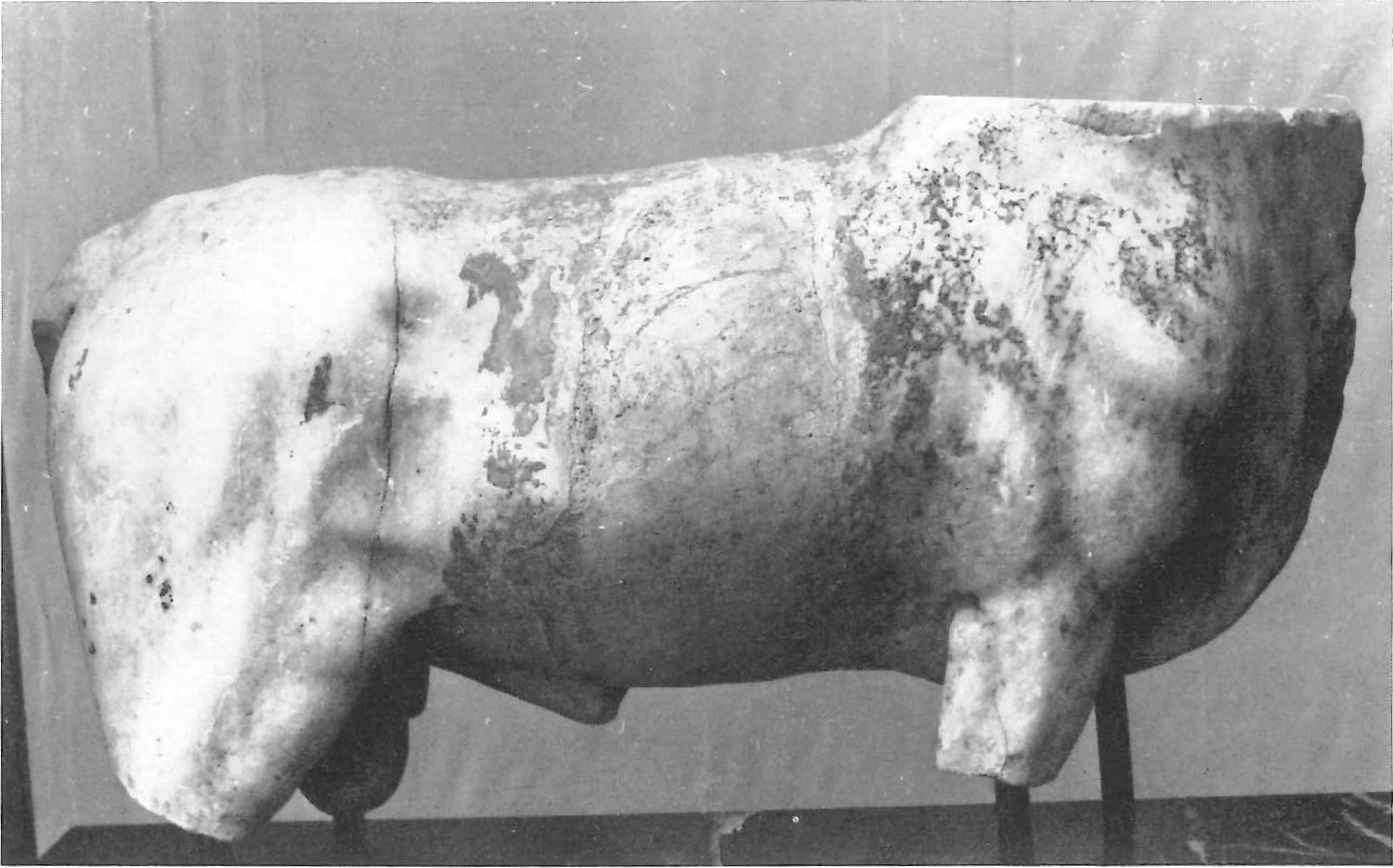
Le taureau Apis en marbre.

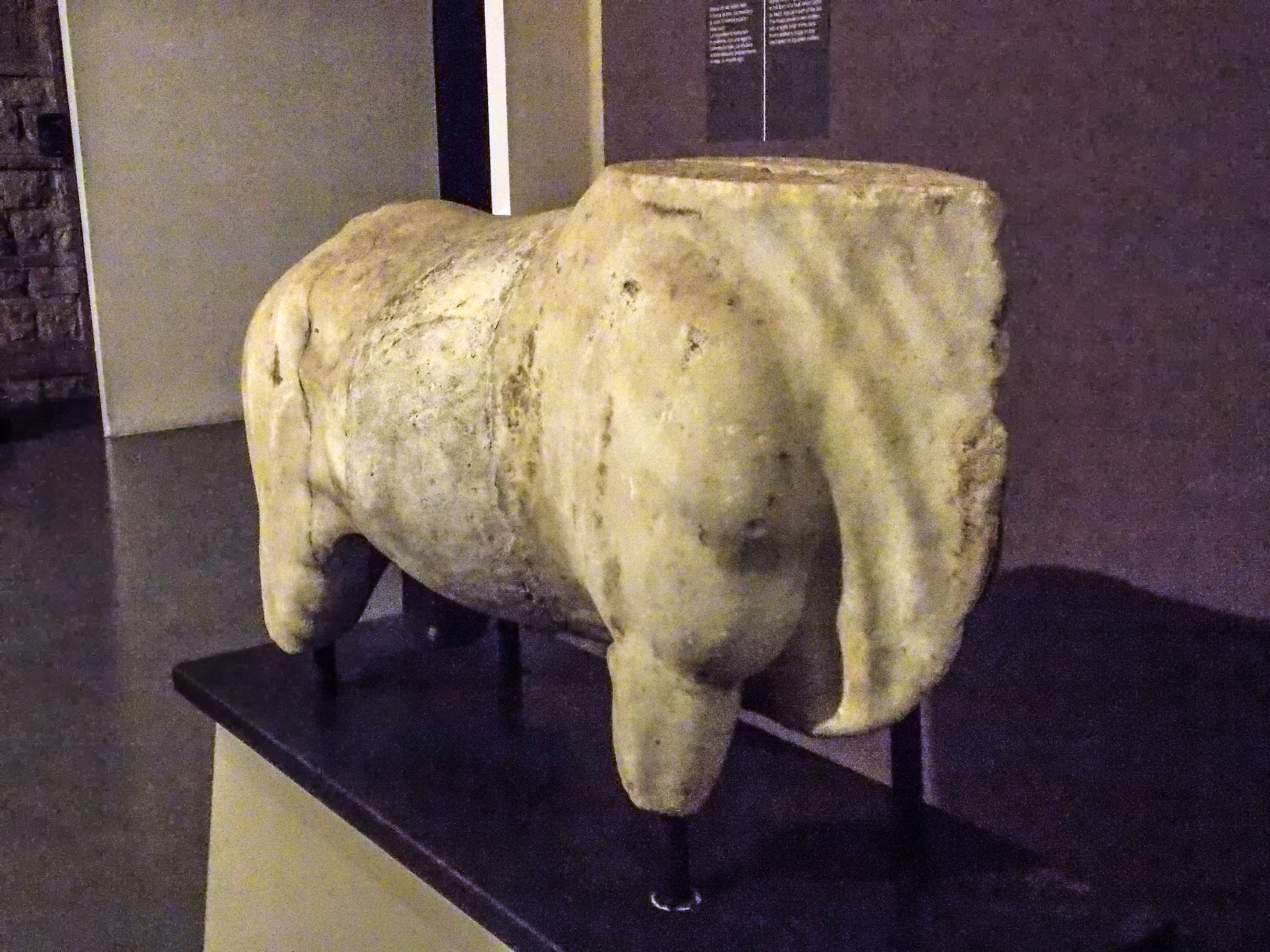
Le Taureau Apis. Musée du Samnium, Bénévent.

La tête et les extrémités de cette très grande statue (1,25 m de long) ont été perdues. L'identification avec Apis serait justifiée par la similitude avec un spécimen en bronze d'Herculanum , mais elle n'est pas unanimement reconnue. Cette représentation, tout en rappelant celle égyptienne, est revisitée avec un naturalisme hellénistique détaillé. La tête était dressée, une patte avant relevée, les organes génitaux bien visibles.
Trois adoratrices agenouillées (marbre pavonazzetto, respectivement première moitié du Ier siècle, seconde moitié de l'époque d'Hadrien).

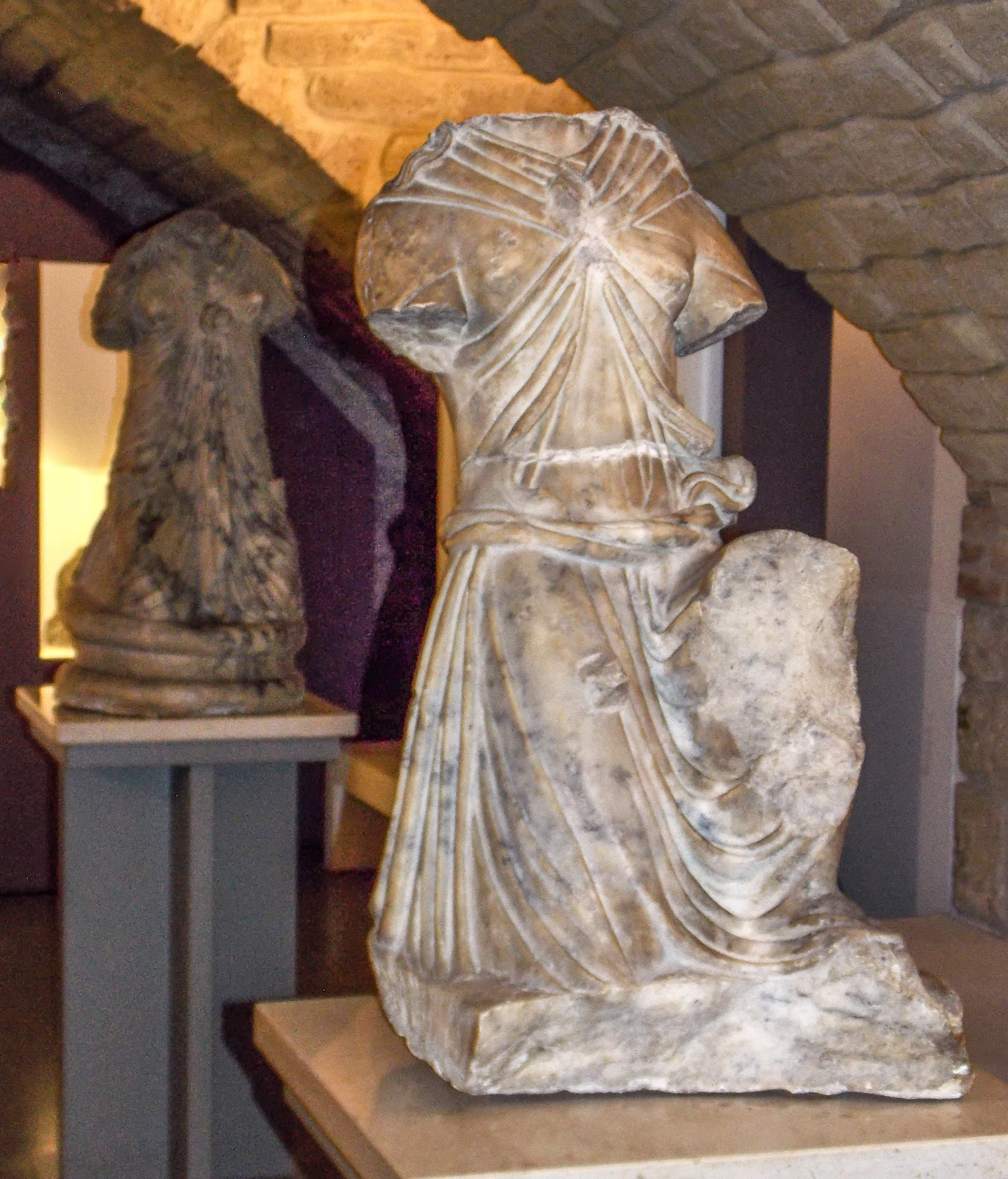
Deux des trois adoratrices isiaques agenouillées.

Les trois statues, à l'origine, devaient mesurer un peu plus d'un mètre de haut. Elles mettent en scène trois jeunes femmes, reconnaissables comme adoratrices d'Isis lors d'une cérémonie, car leurs vêtements forment un nœud sur la poitrine caractéristique des dévotes et prêtresses de cette divinité. De plus, la posture agenouillée est inhabituelle pour les statues gréco-romaines, car elle n'est pas prévue par les coutumes rituelles ; cependant c'était en Égypte, on la retrouve dans les peintures d'Herculanum. Aucune tête ou bras pouvant tenir le sistre, la situle, ou des offrandes, n'a été retrouvée. Seul le tronc de la plus ancienne des trois statues a survécu. Celle du milieu est agenouillée sur une jambe. La troisième est l'œuvre la plus complexe, surtout pour la richesse du drapé. Müller pensait que ces statues de style gréco-romain, bien que tardives, se trouvaient encore dans le sanctuaire d'Isis Pelagia, qui continuait d'exister à côté de celui érigé par Domitien ; mais il n'y a pas d'accord sur ce point.
Cista mystica (porphyre rouge, Ier-IIe siècle).

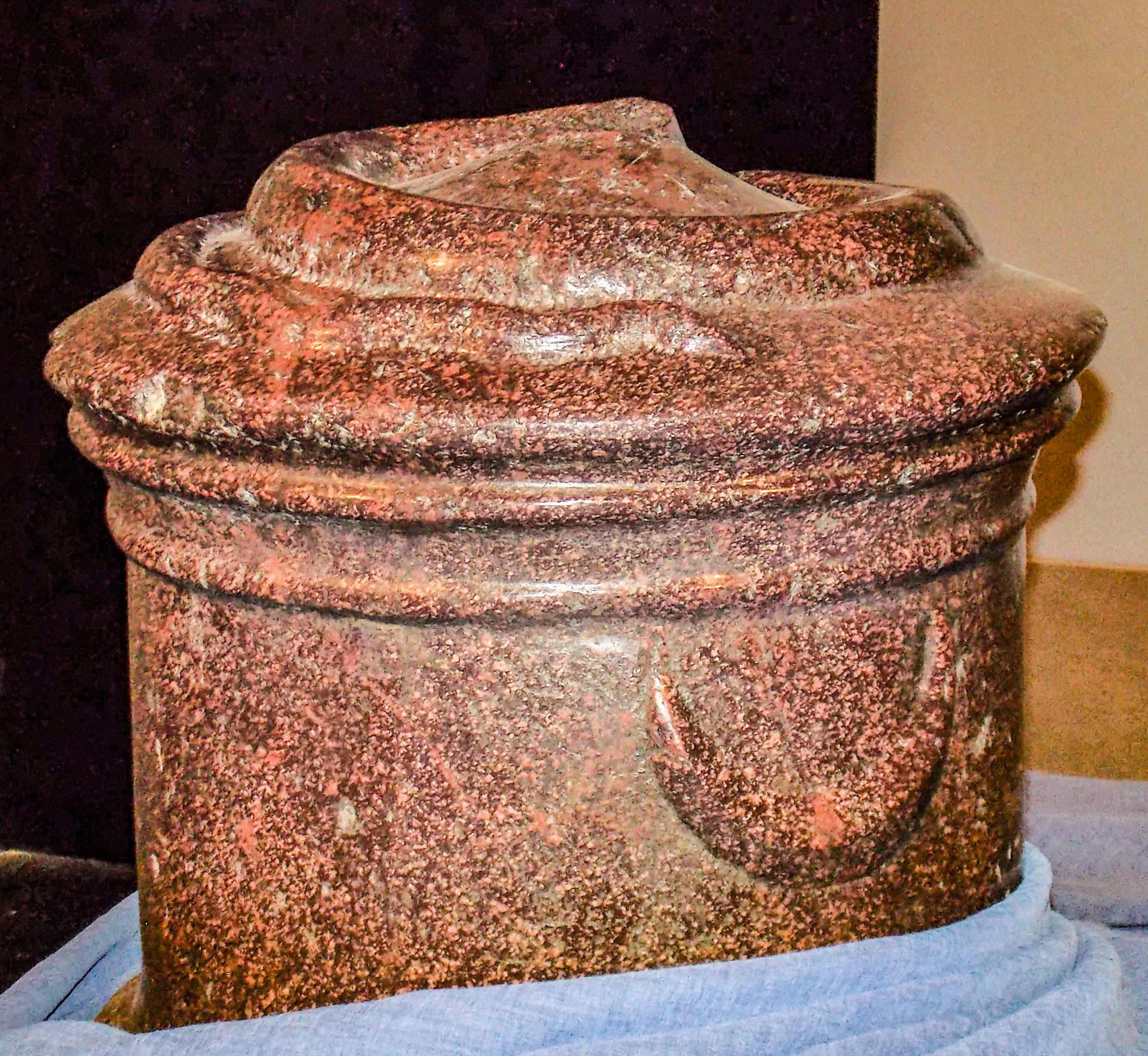
La cista mystica, d'interprétation difficile.

Au sommet se trouve un serpent, un des attributs d'Isis dans le contexte égyptien.
Il s'agit d'une reproduction sculpturale d'un récipient en osier qui servait lors des processions d'Isis, et plus généralement en relation avec le culte de cette déesse, dans la sphère hellénistique. Cependant, un serpent est représenté en haut, ce qui relie l'objet à l'environnement égyptien ; sur les côtés se trouvent des protubérances en forme de croissants de lune. On ne sait pas à quoi servait la cista mystica qui, selon Apulée, « se cachait au plus profond des mystères de cette sublime religion ». Les hypothèses sur le contenu varient depuis des serpents, jusqu'au phallus d'Osiris, à sa représentation dans le blé à germer ou aux restes de fruits brûlés en sacrifice,,.

### Mobilier égyptien de l'époque pharaonique ou ptolémaïque
Il s'agit d'objets égyptiens qui préexistaient au temple construit par les Flaviens à Bénévent, et qui ont été introduits dans la ville de leur initiative ou par des particuliers.
Pharaon Mershepsesra (pierre sombre, XVIIIe siècle av. J.-C.).

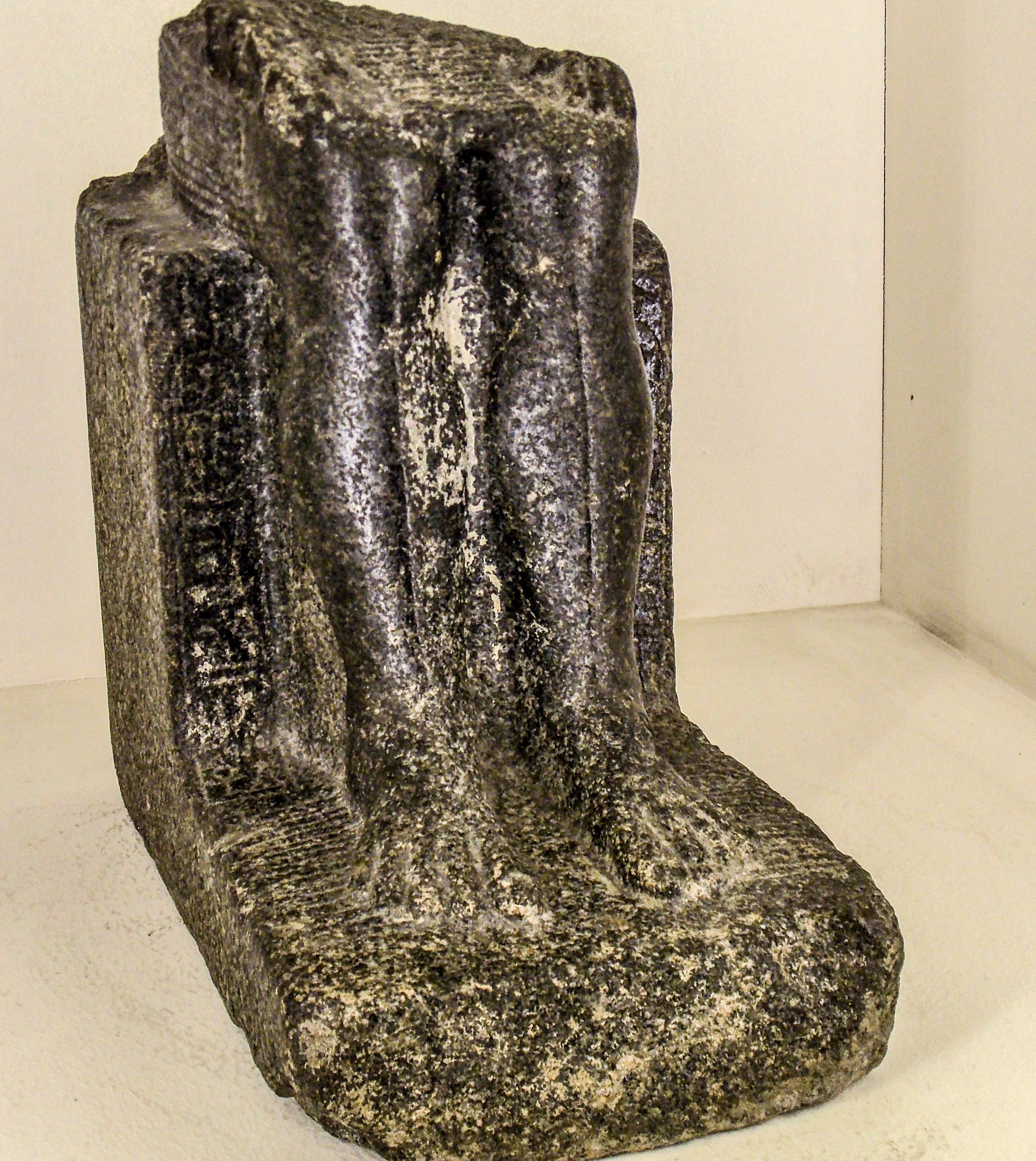
Statue du pharaon Mershepsesra, le plus ancien objet égyptien découvert à Bénévent.

C'est la partie inférieure d'une statuette de pharaon intronisé du temple de Karnak ; le nom du souverain est connu grâce aux inscriptions présentes sur la statue elle-même. En plus d'être la plus ancienne des découvertes trouvées à Bénévent, c'est la seule attestation de l'existence de ce pharaon.
Statue cube (syénite noire, IXe siècle av. J.-C.).
Elle appartient à une typologie utilisée dans les contextes funéraires et représente un scribe du palais, nommé Néferhotep, comme l'indiquent les hiéroglyphes qui couvrent la surface. Le personnage est accroupi, avec un oreiller, et le haut est manquant. Un relief sur le devant représente le dieu Ptah. La statue pourrait provenir de Memphis et serait arrivée à Bénévent par un particulier, à des fins votives,.
Deux faucons représentant le dieu Horus (amphibolite , milieu du IVe siècle av. J.-C.).

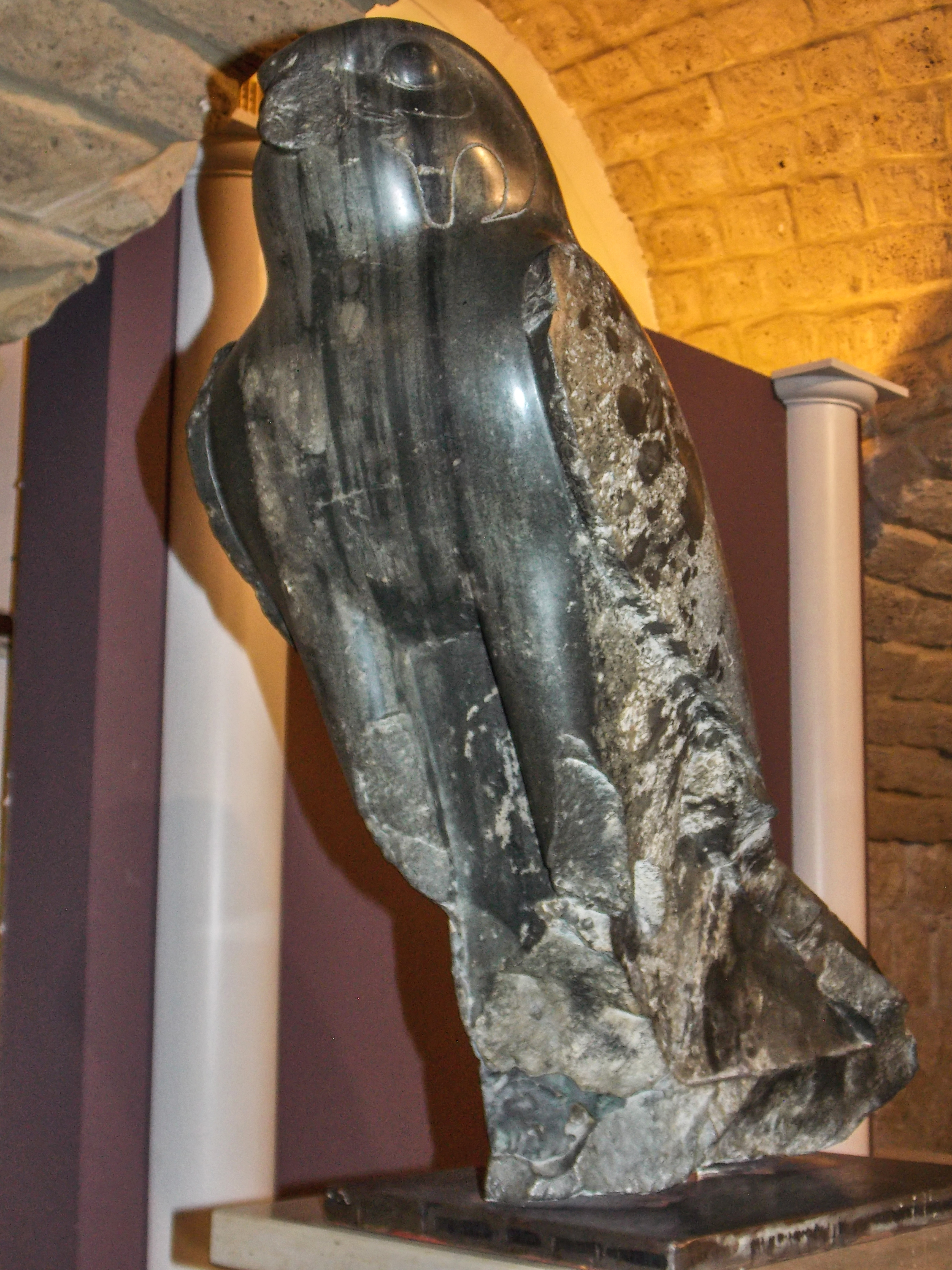
Horus représenté sous la forme d'un faucon. Statue de la fin de l'âge pharaonique, apportée par Domitien à Bénévent.

Les deux statues (l'une presque complète, l'autre plus fragmentaire) datent de la période de la dernière dynastie indigène régnant en Égypte. L'oiseau est représenté de manière composée et stylisée, avec des surfaces bien polies. Les taches colorées autour des yeux de l'animal sont reproduites en quelques traits essentiels.
Autre faucon-Horus (pierre sombre, milieu du IIe siècle av. J.-C.).
Semblable aux précédents mais plus grand et comparable au faucon du temple d'Edfou. Il a une encoche sur la tête, qui soutenait la double couronne de la Haute et de la Basse-Égypte.
Tête d'Isis (pierre foncée mouchetée, seconde moitié du IIIe siècle av. J.-C.).

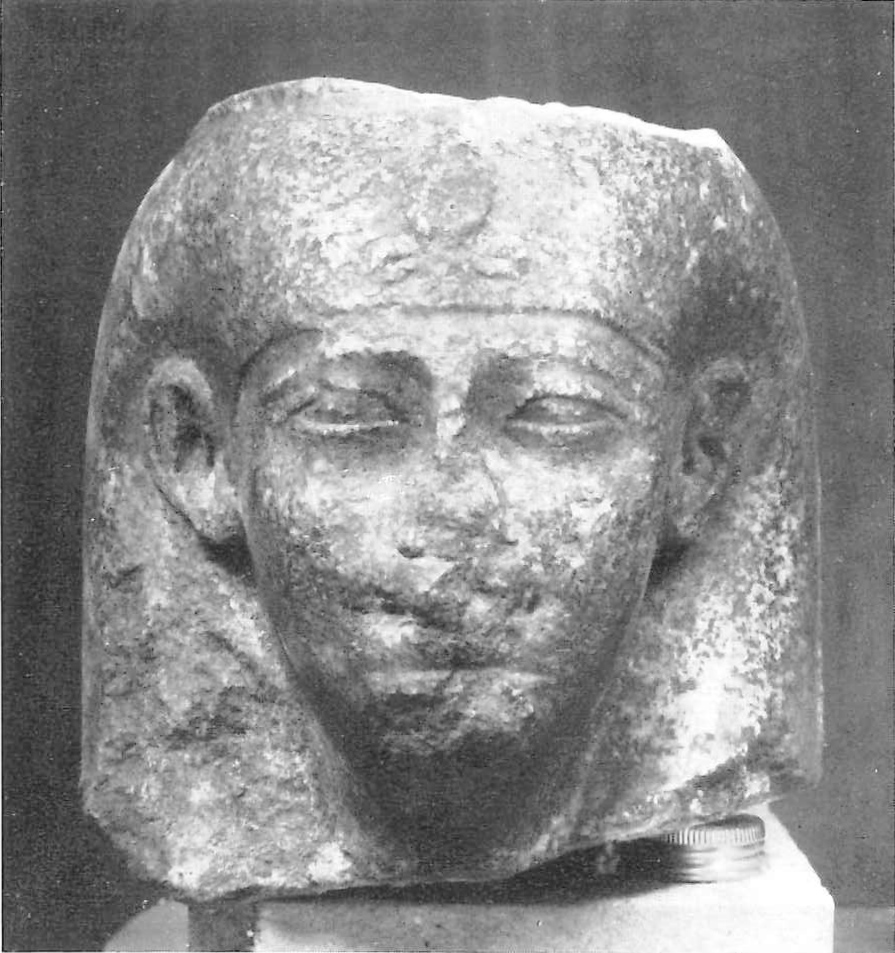
Tête d'une statue d'Isis en diorite du temple d'Isis à Bénévent.

Müller, examinant la pierre dans laquelle est sculpté ce fragment, conclut qu'il doit provenir du temple de Behbeit El-Hagara, achevé sous Ptolémée III. Le visage féminin, évidemment représenté à la manière égyptienne, est assez abîmé. Un serpent uræus est sculpté sur la coiffe, probablement le résultat d'une modification de la sculpture originale. Au sommet devait se trouver le modius également orné d'uræi et du diadème aux cornes de bœuf et disque solaire, perdu. La statue devait être assise sur un trône, allaitant peut-être l'enfant Horus. Il s'agissait peut-être de la statue vénérée au cœur du temple érigé par Domitien.
Quatre sphinx sans tête (première moitié du IIIe siècle av. J.-C.).

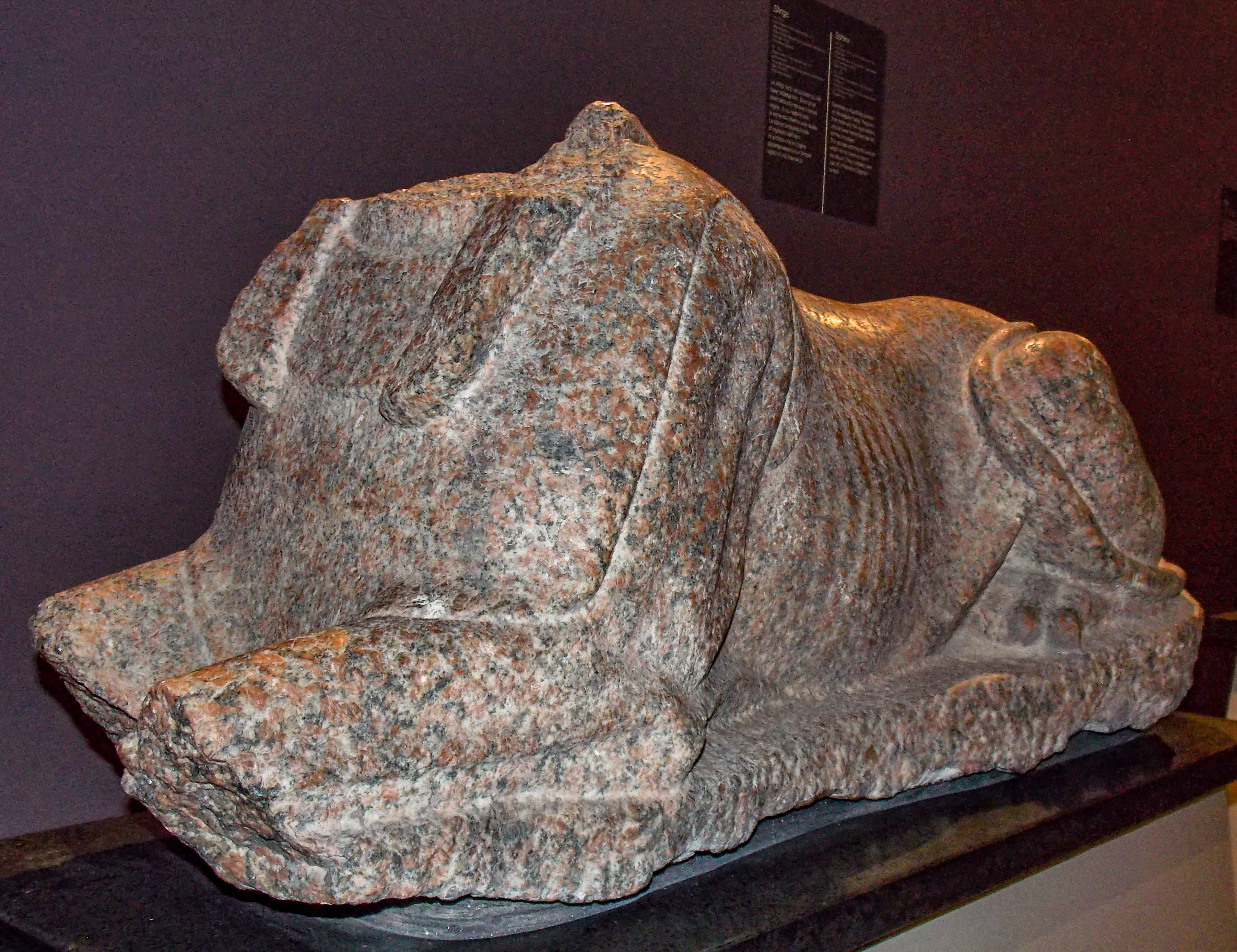
Sphinx de l'époque ptolémaïque.

Deux sphinx assez similaires en granit rose, de plus d'un mètre de long, sont conservés à Bénévent. Avec deux autres du musée Barracco à Rome, dont une en siénite foncée, ces statues pourraient toutes provenir du même temple égyptien. Même avec les différences entre les spécimens, les sphinx sont bien exécutés et assez fidèles aux canons égyptiens. Les détails, tels que la musculature et la crinière, sont dessinés de manière schématique et géométrique. Les têtes sont perdues : seules les extrémités des vrais némés sont visibles,.
Dos d'un autre petit sphinx (pierre noire, première moitié du IIIe siècle av. J.-C.).
Il a des formes plus douces que les autres sphinx.
Statuette d'Isis intronisée (pierre noire, IIIe siècle av. J.-C.).
Seule la partie inférieure subsiste. Elle fait partie d'une collection privée à Bénévent.

### Mobilier égyptien de l'époque impériale
L'empereur Domitien et ses successeurs ont intégré le matériel égyptien envoyé à Bénévent pour le temple d'Isis à d'autres sculptures contemporaines, en tout cas réalisées en Égypte ou avec des critères et des matériaux de l'art égyptien. L'exécution de certains d'entre eux est incertaine, car à l'époque de Domitien, l'art égyptien avait épuisé son élan créateur et ne se manifestait que par des commandes ponctuelles : les artistes, qu'ils soient égyptiens ou italiens, ne connaissaient plus ni les méthodes techniques, ni les canons de l'art pharaonique,. D'autres œuvres, en revanche, témoignent de l'entrée d'éléments hellénistiques ou romains pour faire revivre l'art égyptien tardif. Les matériaux commandés en Égypte à l'époque impériale sont les suivants :
Deux obélisques du temple
Leur réalisation a été supervisée par un certain Rutilius Lupus.
Domitien dépeint comme pharaon (pierre noire).

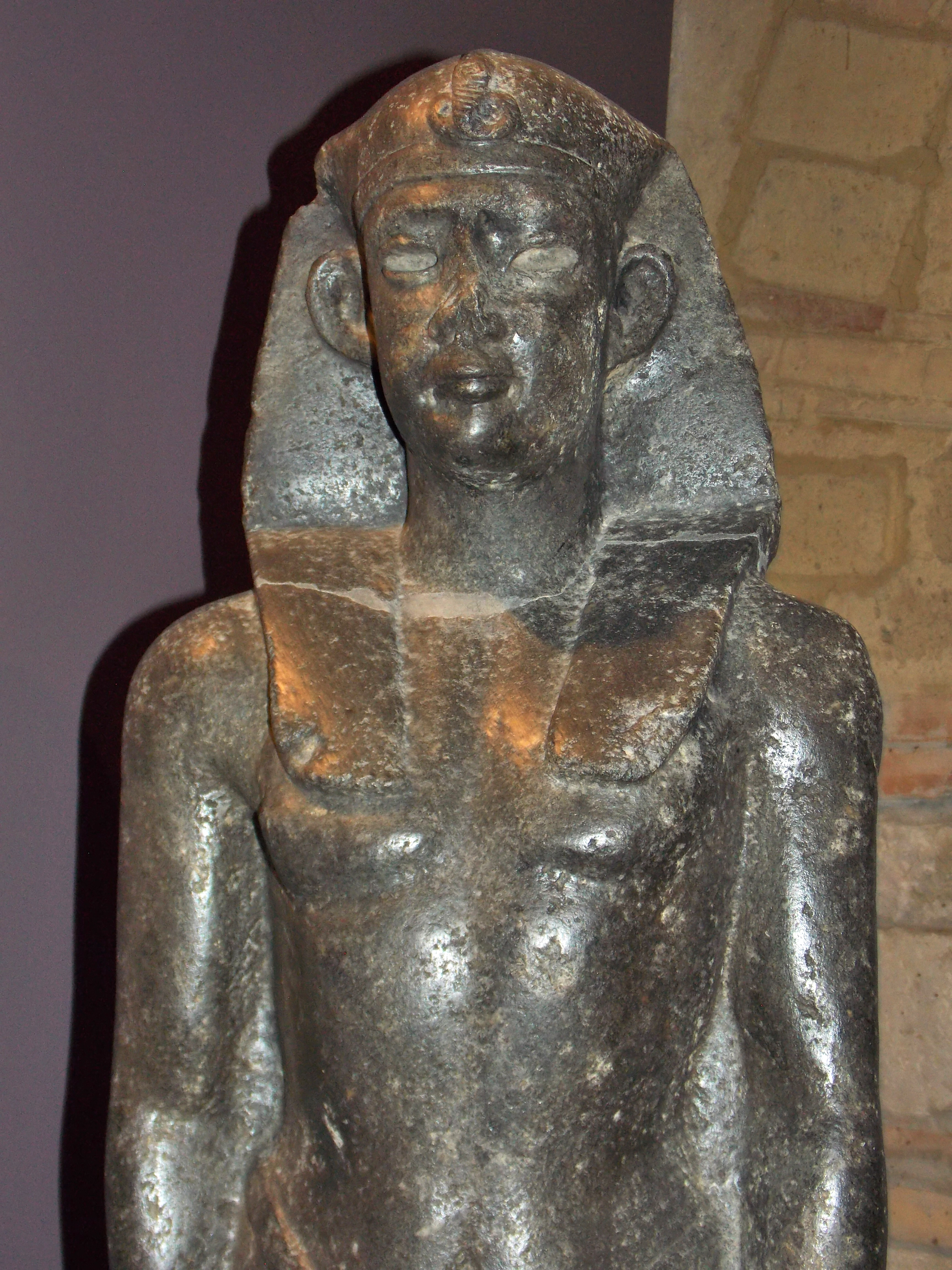
Statue de Domitien en pharaon.

La statue représente l'empereur avec les caractéristiques typiques des portraits égyptiens : position debout, regardant vers l'avant, jambe gauche avancée, bras enserrés autour du corps avec des bâtons, symbole de pouvoir, dans les mains. Le vêtement se compose uniquement du chendjit et des némès décorés d'uræus. On note cependant une harmonisation infructueuse du visage romain réaliste avec le corps égyptien, et plus généralement une pose trop rigide et la rugosité des surfaces, signe d'un manque de maîtrise technique de la part de l'artiste. La statue devait servir à symboliser la présence de Domitien dans les activités du culte isiaque, .
Anubis (pierre noire, époque Domitienne).

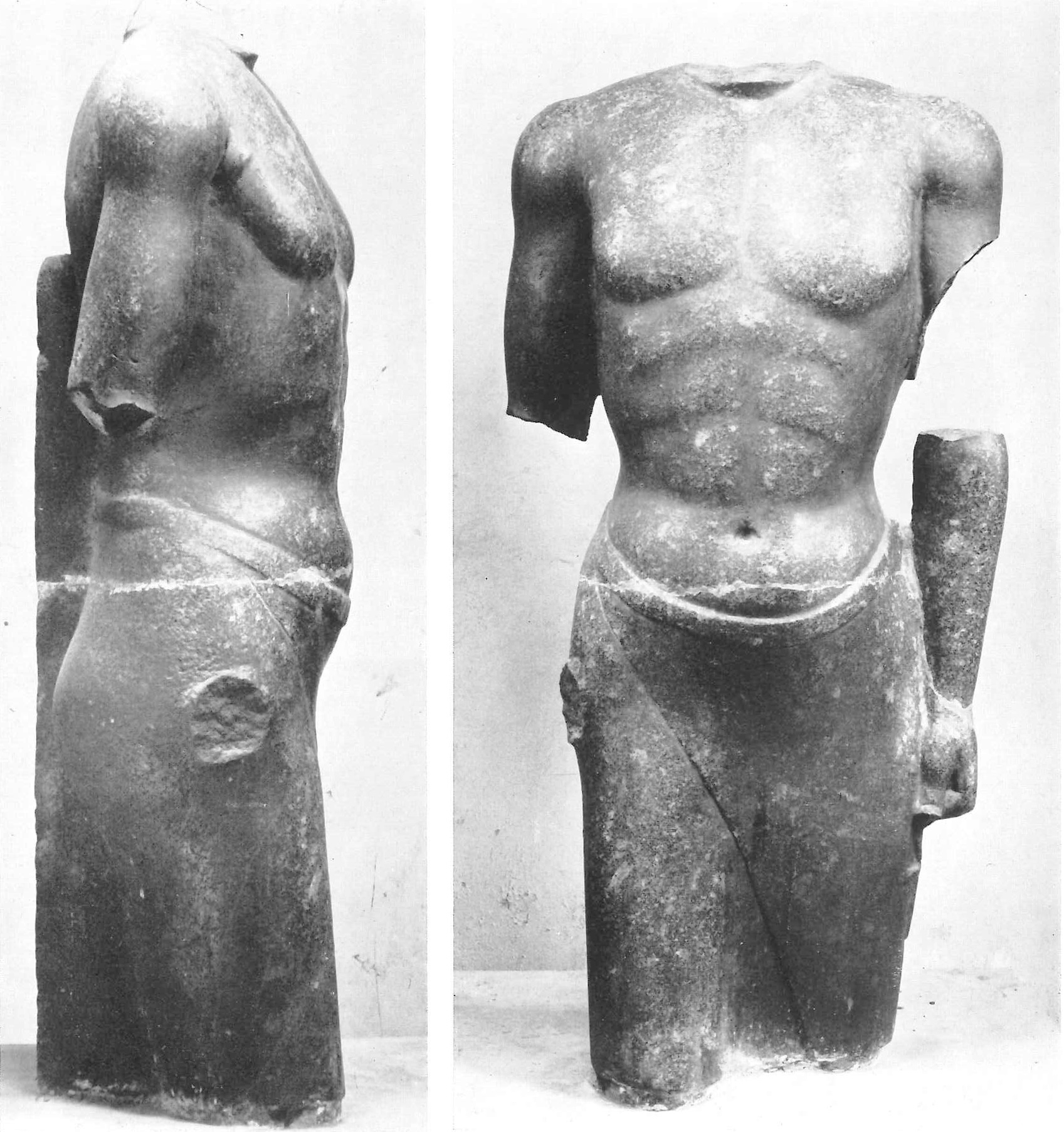
Statue d'Anubis (?)

Il s'agit d'une statue à laquelle il manque les jambes, la tête et un bras, bien exécutée et lisse. La disposition générale de la statue est égyptienne, mais le corps musclé et mal schématisé est d'influence gréco-romaine. Dans le bras restant, la statue tient l'ânkh, pour indiquer la divinité du sujet ; dans l'autre, penché en avant, c'était peut-être une situle. L'identification avec Anubis et la datation sont douteuses. La statue peut avoir suivi l'iconographie d'Hermanubis utilisée dans la sphère hellénistique, et aurait donc eu la tête d'un chacal.
Faucon représentant le dieu Horus (diorite, époque Domitienne ?).
C'est peut-être une copie des plus anciennes présentes à Bénévent, mais d'un niveau technique et artistique inférieur,.
Deux cynocéphales représentant le dieu Thot (diorite noire , époque Domitienne).

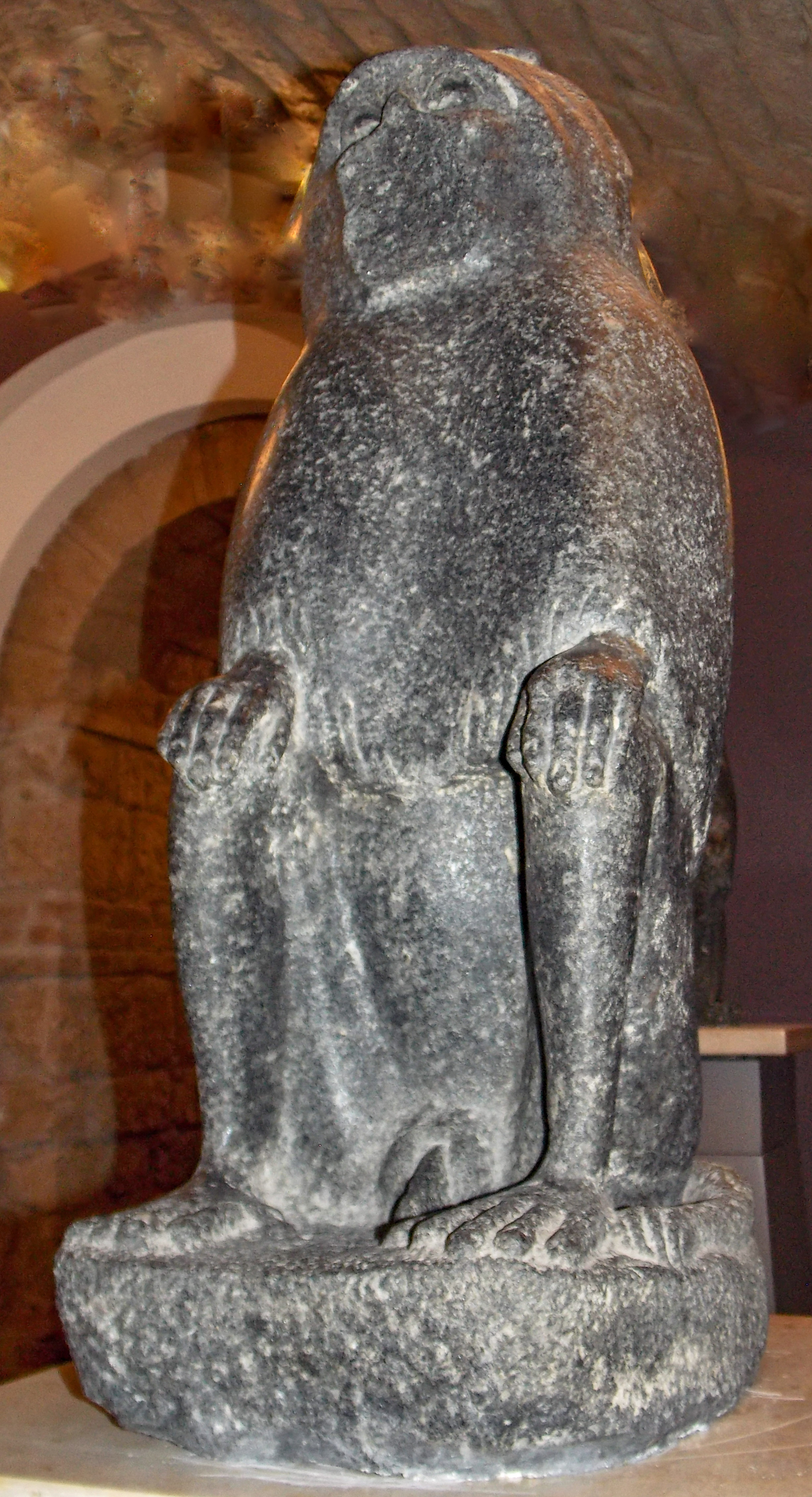
Thot représenté en cynocéphale.

Les deux statues, identiques, sont de facture égyptienne et reflètent les représentations traditionnelles du dieu Thot. Il est assis par terre, les mains sur les genoux et la tête légèrement inclinée sur le côté, couverte de sa crinière jusqu'à la poitrine. Les oreilles sortent de la crinière, tandis que les organes génitaux sont clairement visibles entre les cuisses. Par rapport aux originaux égyptiens, ces statues ont une apparence plus élancée. Le museau et le disque lunaire sur le front sont absents d'une statue, l'autre est plus fragmentaire,.
Taureau Apis (gabbro noir, époque Domitienne ?).

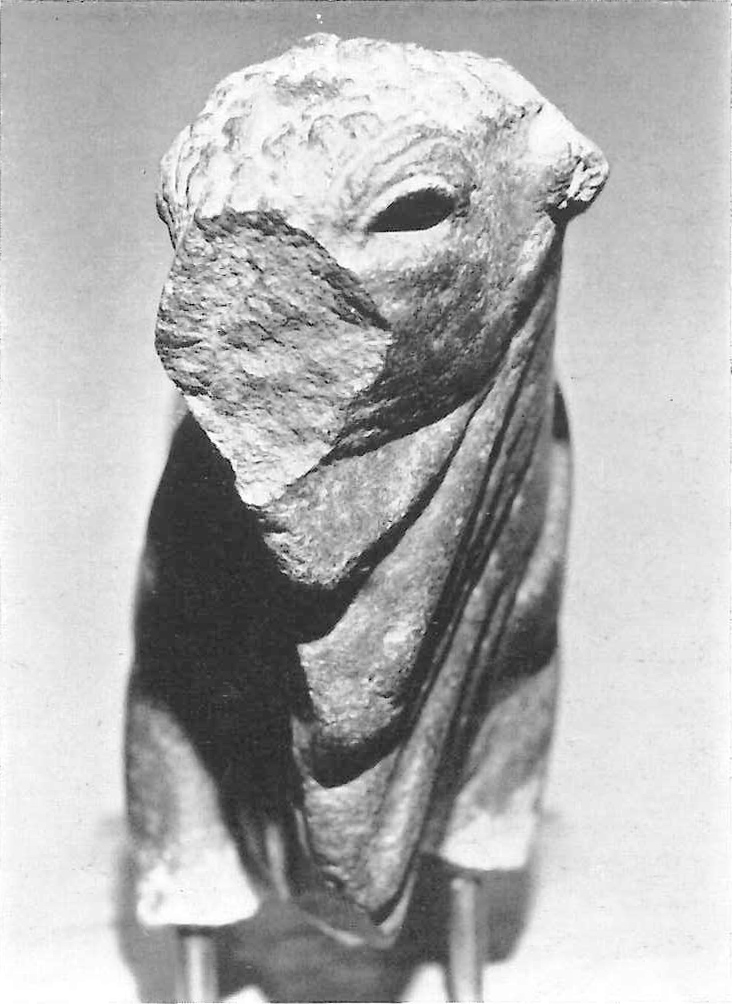
Taureau Apis en pierre noire.

La statue, assez fragmentaire, est en matière égyptienne et la facture, d'un niveau technique et artistique remarquable, devait également être égyptienne. Un évidement triangulaire sur le front et un en forme de croissant de chaque côté abritaient des inserts en matière plus légère, conformément aux représentations traditionnelles. Si la conception de la figure est majoritairement égyptienne, certains détails sont plus classiques, comme les boucles sur la tête, la musculature des pattes, la pose non pas de face, mais avec la tête inclinée vers la droite,.
Fragments de bas-relief (marbre d'origine italienne, époque Domitienne).

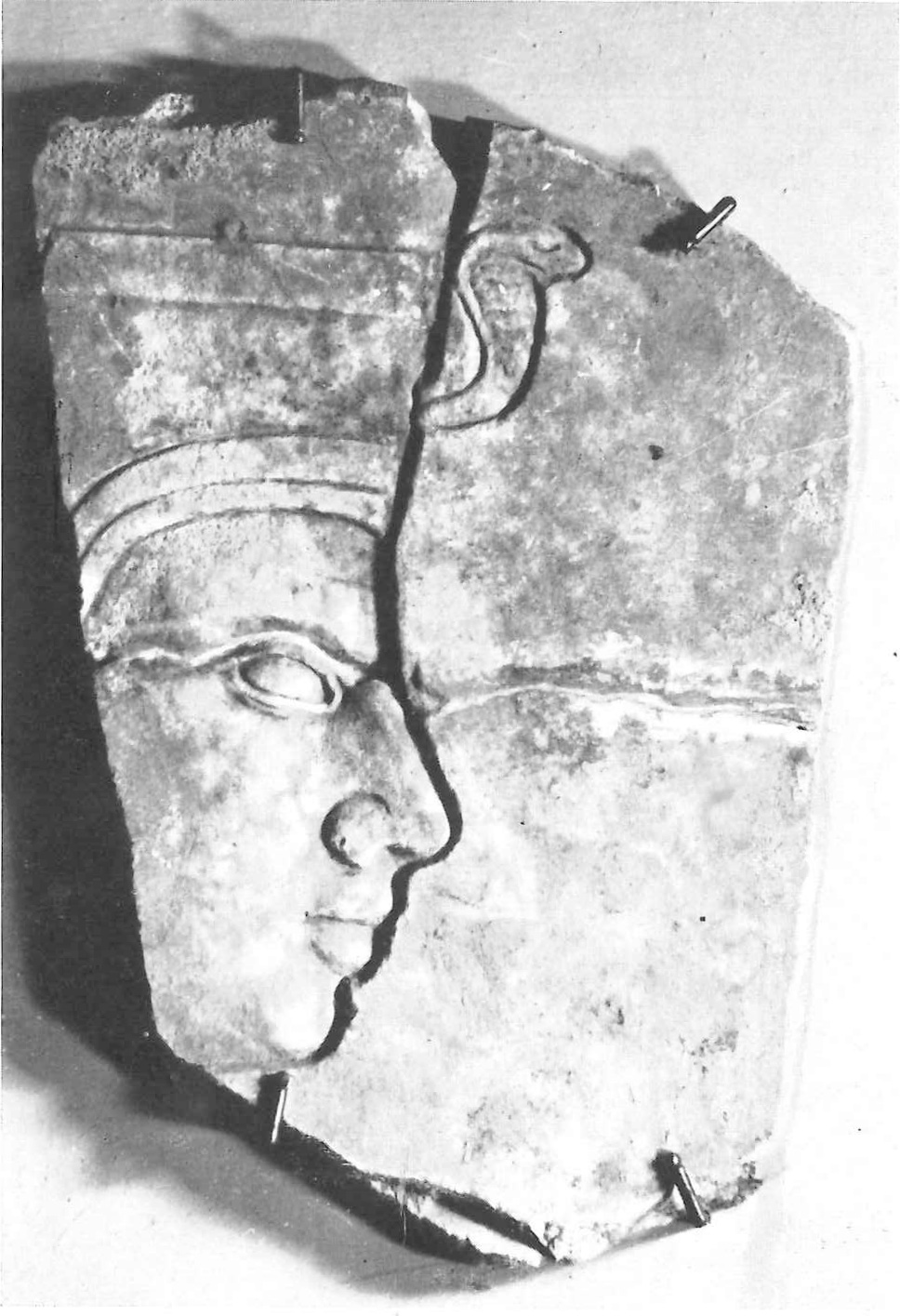
Visage de Domitien sur un bas-relief qui ornait la cella du temple.

Une tête de pharaon, perdue en 1958, aurait représenté Domitien. Il y a ensuite un fragment, reconnu comme une Isis ailée, et une jambe à jupe, qui pourrait encore faire partie de la figure de Domitien, ou d'une figure divine (comme Horus-Harpocrate). La jupe et les bijoux d'Isis présentent la même décoration en zigzag et gouttes. Les trois fragments sont réalisés avec la technique du relief en creux, c'est-à-dire en sillonnant une surface plane afin que le plan reste reconnaissable : ils pourraient faire partie du même relief ou cycle de reliefs. Le style, qui est valablement lié à la sculpture ptolémaïque tardive, suggère que le sculpteur était un Égyptien, qui travaillait sur des marbres déjà installés. Une idée de ce que le relief représentait peut être donnée par les catacombes de Kom el-Suqafa, où se trouve un relief avec une statue du taureau Apis recevant la protection d'Isis ailée d'un côté, et les offrandes d'un empereur de l'autre. Peut-être faut-il ajouter deux autres fragments de marbre à ceux mentionnés : dans l'un, un chapiteau est dessiné et aurait pu remplir une fonction de séparation ou de base pour le bas-relief ; une autre dalle, qui montre un sphinx ailé sans tête, est murée près de la piazza Piano di Corte,.
Frise au taureau Apis (marbre, époque Domitienne).
Le bloc de pierre est la seule découverte, à part les bas-reliefs, qui aurait pu faire partie de l'architecture du temple d'Isis.
Deux têtes d'empereur provenant de sphinx
L'un des deux, en granite rose, est très abîmé, l'autre, en amphibolite, est un ouvrage de bonne facture. Cependant, bien qu'étant toutes deux des œuvres égyptiennes, elles témoignent de l'incapacité de l'art local à poursuivre sa propre identité à l'époque impériale. Même la datation des têtes est incertaine : elles pourraient représenter Domitien.
Deux sphinx sans tête (granite rose, époque Domitienne ?)
Mutilés et plutôt usés par le temps, ils côtoient ceux de l'époque ptolémaïque. Selon Müller, il s'agit d'une œuvre plus approximative que les autres et donc probablement d'origine égyptienne, mais tardive. D'autres sources pensent cependant que tous les sphinx de Bénévent ont été commandés par Domitien. L'un d'eux se trouve au musée du Samnium, l'autre au musée Barracco,, .
Face d'un sphinx (granite gris, époque Domitienne)
Plus petite que les autres et très disproportionnée, elle est l'œuvre d'un sculpteur inexpérimenté.
Partie inférieure d'un prêtre (gabbro noir, époque Domitienne)
Seules les jambes de la statue subsistent, recouvertes d'une longue robe. La jambe gauche est en avant. La statue reprend un type de l'âge ptolémaïque, mais tardif.
Prêtre, à l'origine avec sistre (diorite noire, Ier siècle)

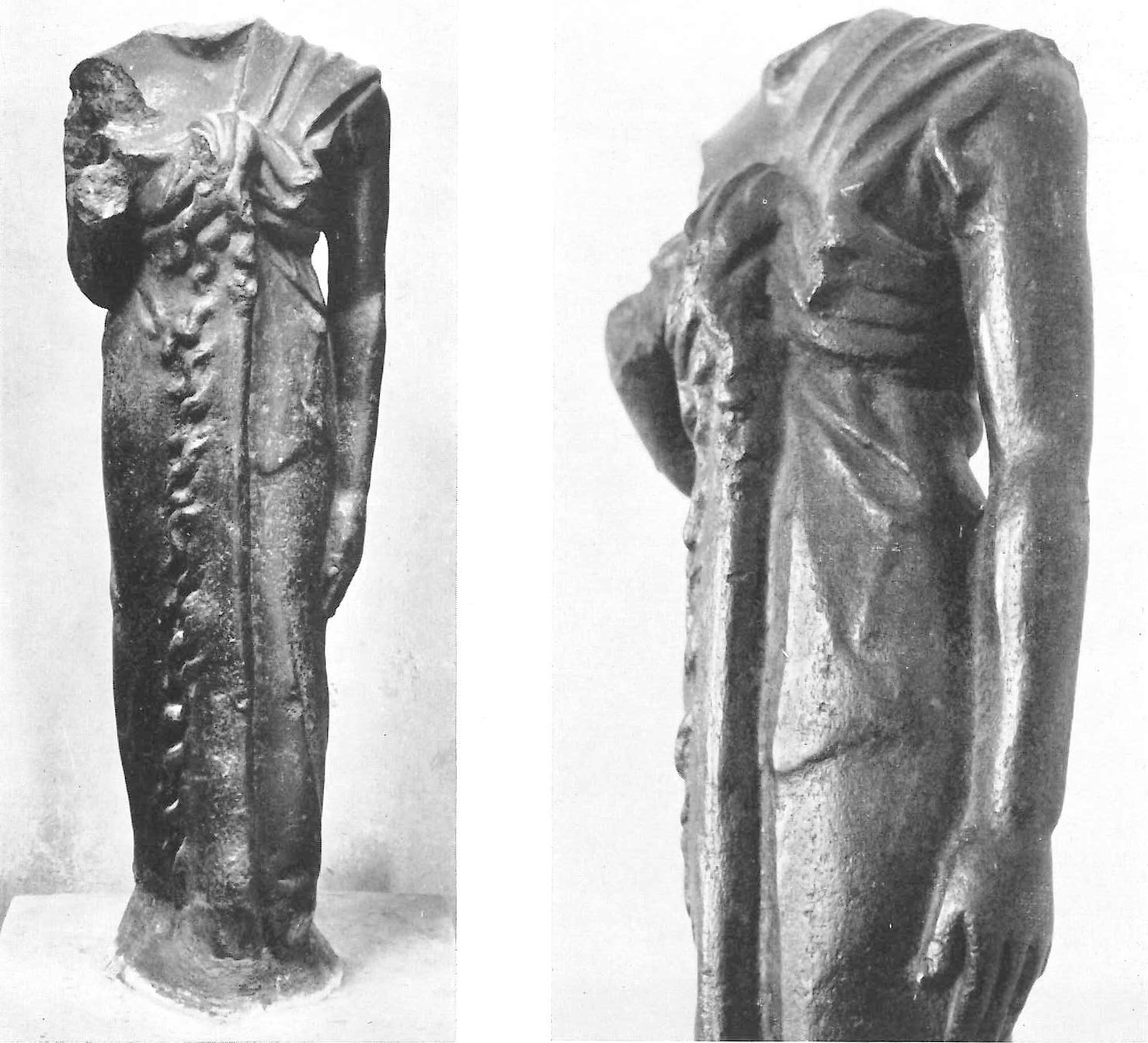
Figure d'un prêtre. Un sistre se trouvait peut-être dans la main perdue.

Cette sculpture, plus petite que nature, est arrivée sans la tête ni une bonne partie du bras gauche ; on n’en connaît pas d'analogues attestées dans d'autres contextes. Le vêtement est constitué d'un seul tissu qui forme une longue frange sur le devant, retenu par un autre tissu comme une ceinture. Il correspond en partie aux vêtements des prêtres égyptiens, mais surtout aux vêtements isiaques de l'époque hellénistique : on le retrouve de même chez un prêtre dans une fresque qui peint des rites isiaques à Herculanum. Dans la main qui manque à la statue, ce prêtre tient un sistre. La facture de la statue est égyptienne, comme en témoigne clairement l'avancement d'une jambe par rapport à l'autre ; mais l'habillement et la liberté de mouvement de la figure attestent d'une profonde influence hellénistique,.
Prêtres avec vases canopes (pierre sombre, époque d'Hadrien)

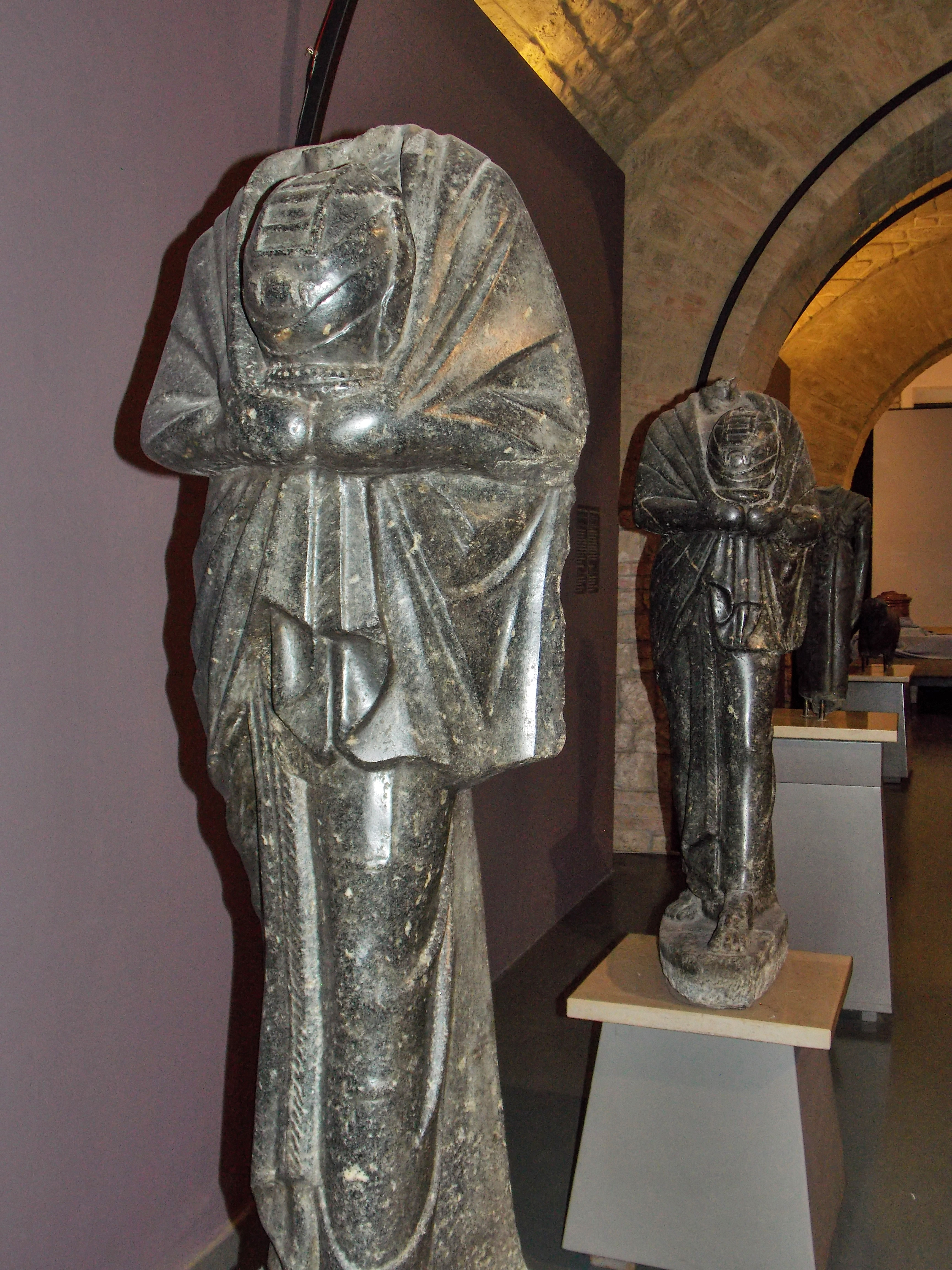
Prêtres d'Osiris et vases canopes.

Les deux statues, sans tête, sont étroitement liées à celle mentionnée au point précédent, mais sont plus grandes. La position des jambes et la tenue de base sont les mêmes, qui sont cependant plus courtes et laissent apparaître les sandales de forme égyptienne, et s'enrichissent encore d'un manteau supplémentaire sur les épaules. Les deux prêtres soutiennent la jarre canope devant leur poitrine avec les deux mains couvertes par le manteau. Les têtes des vases canopes manquent également. Les deux statues sont mieux polies et ont une draperie plus complexe que celle ci-dessus, et selon Müller ce sont des œuvres d'origine alexandrine exécutées à l'époque de la renaissance de l'art égyptien promu par Hadrien. Dans les fresques d'Herculanum, en haut de l'escalier menant à la cellule du temple d'Isis, il y a trois prêtres : celui du centre est semblable à la statue précédente, celui de droite correspond plutôt à la statue indiquée précédemment. À gauche se trouve une prêtresse également avec un sistre. Selon Müller, les statues de Bénévent seraient ce qui reste de deux groupes identiques à celui de la fresque, voués respectivement aux cultes d'Osiris-Canopus et d'Isis-Menouthis : ceux-ci étaient en effet réunis dans le temple de Canopus en Égypte,.
Caracalla dépeint comme pharaon (pierre sombre)
L'identification de la figure avec Caracalla est donnée par la comparaison avec d'autres portraits. La statue peut être comparée celle analogue de Domitien, mais elle est plus petite et moins bien exécutée, ainsi que plutôt dégradée,.
Fragment d'un petit obélisque (marbre, IIe - IVe siècle)
Il présente des dessins qui voudraient imiter les hiéroglyphes, dont la connaissance s'était perdue.
Statue d'Apis
La statue, placée sur un piédestal dans via San Lorenzo, doit être attribuée à une période tardive, car elle ne respecte pas bien les caractéristiques iconographiques du dieu.
Vingt-deux colonnes de granite rose
Il s'agit de matériaux réutilisés dans les bâtiments de la ville actuelle, notamment dans l'église du Très-Saint-Sauveur et dans l'église Santa Sofia. Leur provenance du temple d'Isis est suggérée par la pierre dont ils sont faits, mais elle n'est pas certaine.